# Lessja-Ukrajinka-Denkmal
Das Lessja-Ukrajinka-Denkmal ist ein der ukrainischen Dichterin Lessja Ukrajinka gewidmetes Denkmal in der ukrainischen Hauptstadt Kiew. Es befindet sich auf dem Lessja-Ukrajinka-Platz am gleichnamigen Boulevard im Rajon Petschersk. Geschaffen wurde die Plastik von der ukrainischen Künstlerin Halyna Kaltschenko, Architekt der Anlage war Anatolij Fedorowytsch Ihnaschtschenko.

## Geschichte und Beschreibung
Bereits 1965 wurde ein vom Künstler Wassyl Sacharowytsch Borodaj und Anatolij Ihnaschtschenko geschaffenes, heute noch erhaltenes Denkmal für die Dichterin im Stadtgarten gegenüber dem Marienpalast aufgestellt. Da die Plastik der damalig vorherrschenden Meinung nicht monumental genug war, wurde ein neues größeres in Auftrag gegeben, das außerdem an einem exponierten Platz aufgestellt werden sollte. Das neue Denkmal wurde am 3. September 1973 auf dem Lessja-Ukrajinka-Platz feierlich eingeweiht.
Das Denkmal ist eine fünf Meter hohe Plastik der Dichterin aus Bronze, die auf einem ebenfalls fünf Meter hohen Sockel aus Labradorit steht. Auf dem Sockel sind Verse der Dichterin zu lesen:

«Як я умру, на світі запалає
 Покинутий вогонь моїх пісень
І стримуваний пломінь засіяє
Вночі запалений, горітиме удень»

Die Bildhauerin bemühte sich, die Dichterin als willensstark, gleichzeitig aber auch weiblich und verletzlich darzustellen. Umgeben ist das Denkmal von Bäumen, deren Samen aus der Heimat der Dichterin gebracht wurden.
Durch die Bebauung des Platzes und der angrenzenden Straßen in den 1990er und 2000er Jahren stand das Denkmal mittlerweile eingezwängt zwischen den Hochhäusern, was eine Neugestaltung des Platzes erforderlich machte. Zwischenzeitlich hatte sich auf dem Platz ein Markt etabliert, auf dem unter unhygienischen Bedingungen Fisch, Fleisch und andere Lebensmittel verkauft wurden. Der Markt schränkte den Zugang zum Denkmal ein, so dass die Durchführung von Veranstaltungen oder die Ablage von Blumen am Denkmal der wohl berühmtesten ukrainischen Dichterin nicht mehr möglich war. Erst 2013 gelang eine Beräumung des Platzes. Mit einer Entscheidung des Ministerrates der Ukraine vom 3. September 2009 erhielt das Denkmal den Status eines Kunstdenkmals.
Ein weiteres Denkmal der Dichterin befindet sich seit 2000 in Kiew in der Frometiwska-Straße auf dem Gelände der Interregionalen Akademie für Personalmanagement.

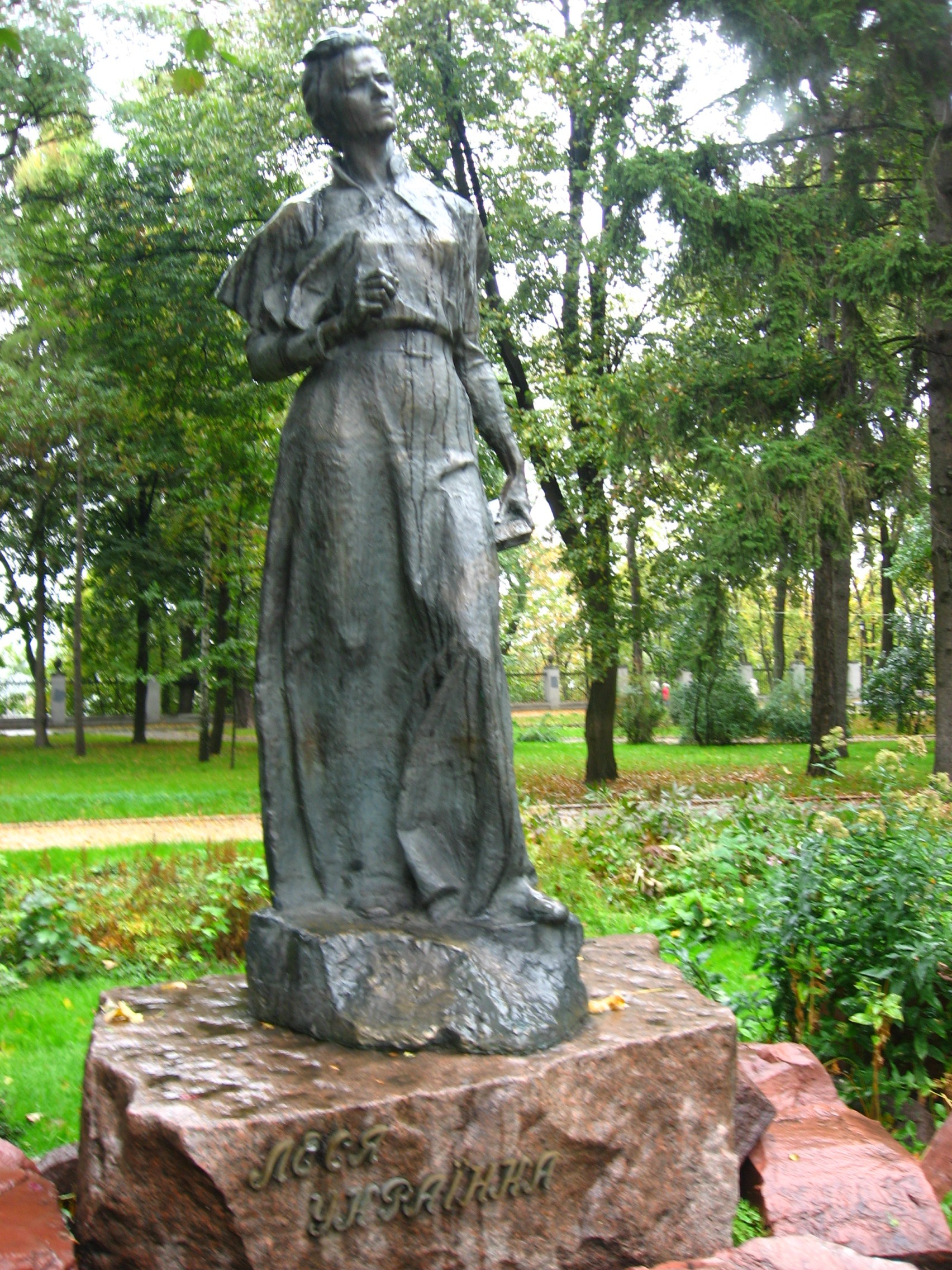
Denkmal im Stadtgarten
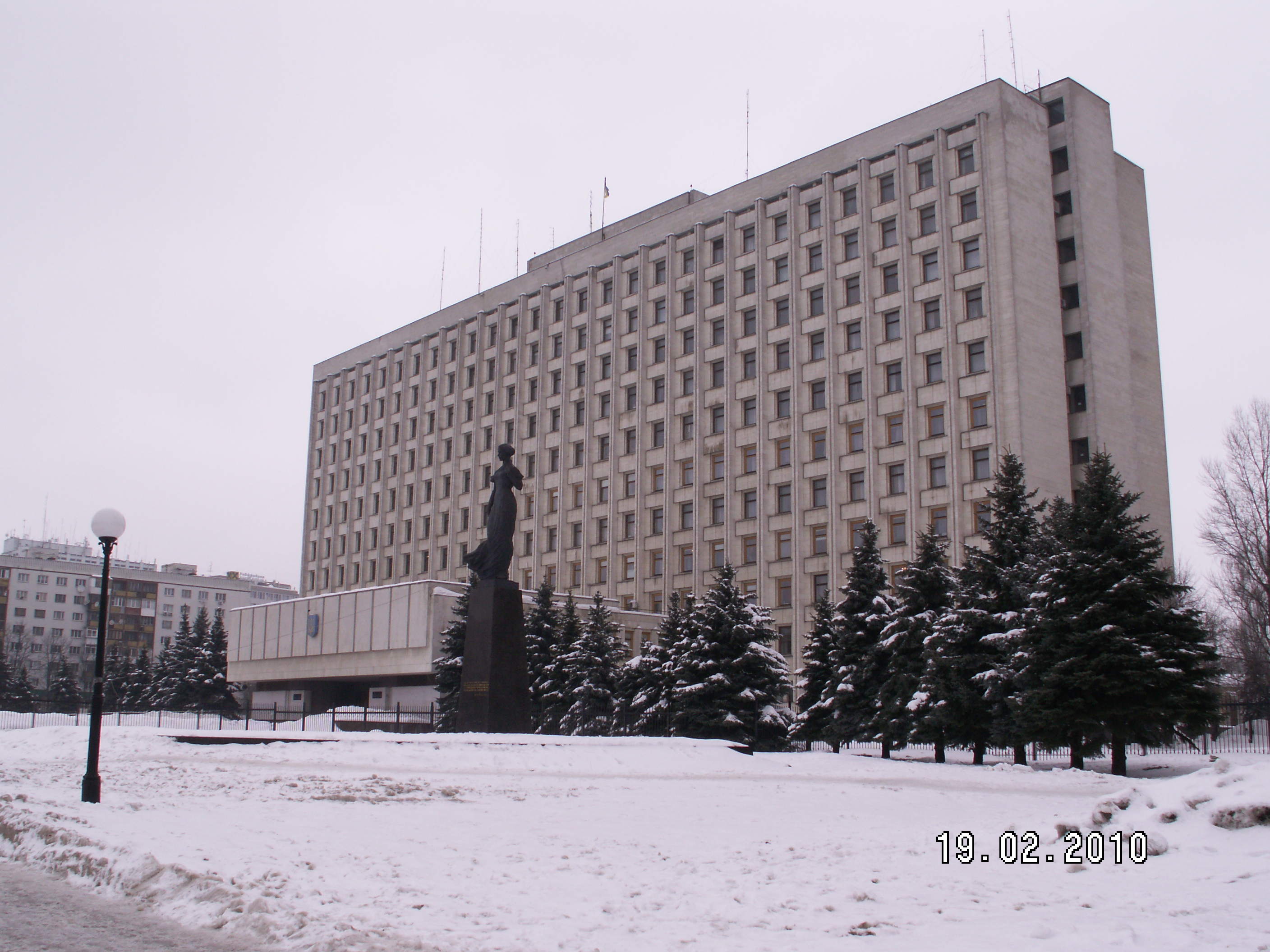
Vor dem derzeitigen Gebäude der Zentralen Wahlkommission der Ukraine
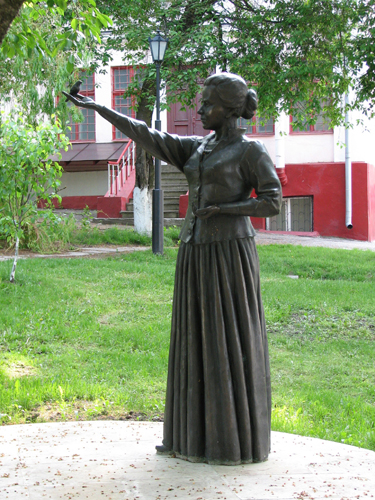
Denkmal in der Frometiwska-Straße